# Gluma (roman)

Romanul „Gluma” a apărut în 1967 și este unul dintre cele mai importante ale autorului. În anul 1968 primește premiul Uniunii Scriitorilor Cehi fiind tradusă în aproape toate limbile occidentale .

## Rezumat
La fel ca majoritatea romanelor lui Kundera, cartea are șapte părți, între care acțiunea se comută ca să prezinte punctele de vedere a patru personaje. Ludvík Jahn a fost exclus din școală și din Partidul Comunist pentru lipsa respectului. Jaroslav este un vechi prieten, vioara primă din taraful în care Ludvík cântase pe vremuri. Helena Zemánková este un reporter de radio, soția vechiului dușman al lui Ludvík. Ea urmează să-l intervieveze pe Jaroslav. Kostka este un model creștin, opus lui Ludvík, care-i pune sub semnul întrebării filosofia de viață.
Romanul începe cu întoarcerea lui Ludvík în orașul său natal din Moravia, pentru prima oară după mult timp. El rămâne uimit să o reîntâlnească pe frizerița care l-a tuns pe vremuri, deși niciunul nu îl recunoaște pe celălalt. Urmează câteva capitole cu aduceri aminte, când el reflectă la gluma care i-a schimbat viața la începutul anilor 1950. Atunci era student, un tânăr atrăgător, popular, plin de spirit. La fel ca majoritatea prietenilor săi, a susținut regimul comunist încă din tinerețe. În timpul vacanței de vară, o fată din anul său i-a scris despre „tinerii optimiști, plini în întregime cu spiritul sănătos” al marxismului ; el a răspuns caustic: „Optimismul este opiul omenirii! Un spirit sănătos pute a prostie! Trăiască Troțki !”
Fata, supărată, a împărtășit conținutul scrisorii unora din comitetul de partid de la școală, cărora nu le-a părut amuzantă. A fost convocat un comitet pentru a-l investiga pe Ludvík, care a rămas sfidător. Cazul a culminat cu o ședință plenară – prezidată de rivalul Pavel Zemánek – unde a fost exclus în unanimitate din Partid și din facultate. La nunta vechiului său prieten Jaroslav, pe care îl încurajase cândva să reînvie muzica populară din Moravia sub steagul Partidului, Ludvík a constatat că ideea acestei renașteri îl întristează.
După ce și-a pierdut calitatea de student, l-au înrolat în armata cehă, unde cei bănuiți ca subversivi au format brigăzi de lucru și și-a petrecut următorii ani muncind într-o mină din Ostrava . Deși încă se socotea credincios Partidului, a fost tratat ca un inamic al acestuia. În cele din urmă, s-a resemnat cu soarta. Singurele răgazuri au fost permisiile ocazionale, răstimpurile când soldații mergeau în oraș pentru a cocheta cu fetele. În acele pauze rare, Ludvík s-a îndrăgostit de o fată, Lucia, care a început să vină în fiecare zi cu flori la gardul lagărului de muncă. Cu un mare risc personal, Ludvík a aranjat un moment în care a putut să se strecoare ca să se culce cu ea, dar Lucia i-a respins avansurile, Ludvík s-a înfuriat și s-au despărțit.
În zilele noastre, când începe romanul, Ludvík a devenit un cercetător de succes, dar dezamăgit. Pare că i se oferă o oportunitate de răzbunare când o întâlnește pe Helena, reporter la radio și află că este căsătorită cu Zemánek, cel care a prezidat ședința de expulzare din Partid. Ludvík decide să o seducă pe Helena pentru a-l răni pe Zemánek. El cere să poată folosi apartamentul lui Kostka, care și el însuși fusese dat afară din Partid din cauza credinței creștine; cu ani în urmă, Ludvík îl ajutase să-și găsească un loc de muncă bun. Triumfător, Ludvík se culcă cu Helena, apoi ea îi dezvăluie că s-a separat de soțul ei în urmă cu ani de zile. De fapt, Zemánek și-a luat o amantă, iar Ludvík i-a făcut o favoare, încurajând-o pe Helena să divorțeze de el.
Ludvík se întâlnește cu Kostka, care confirmă că frizerița fusese chiar Lucia și continuă spunând că o cunoștea bine: aflase de traumele ei trecute, o convertise la creștinism și și-a înșelat soția cu ea. Ludvík este deranjat să realizeze că Kostka o cunoștea pe Lucia mult mai bine decât a cunoscut-o el, în ciuda obsesiei sale. Răzbunarea lui pe Zemánek a fost zădărnicită, amintirea lui despre Lucia este confuză, așa că Ludvík își dorește să-și poată șterge anii de greșeli fără rost și vrea să scape cât mai curând posibil de Helena și orașul natal, dar pierde trenul.
În oraș, este ziua Cavalcada Regilor, un festival popular de primăvară din Moravia. Fiul lui Jaroslav a fost ales să joace rolul Regelui mascat și tăcut care trece călare prin oraș; Jaroslav, ca susținător al tradițiilor populare, nu-și încape ăn piele de mândrie. Ludvík se întâlnește cu Zemánek, care îl prezintă mai tinerei sale amante; Ludvík este și mai îngrozit să realizeze că, în mintea ei, nu există nicio diferență între Ludvík și Zemánek: amândoi sunt niște babalâci. Ei o văd pe Helena și asistenta ei, fac schimb de aluzii, iar Zemánek pleacă cu amanta. Helena crede că va rămâne cu Ludvík, dar acesta, incapabil să explice raționamentul întortocheat al purtării sale nemiloase, pur și simplu îi spune că nu o iubește și că nu o va mai vedea vreodată.
Ludvík se gândește că erorile nu constituie excepții în istorie, ci reprezintă o normă. Singur într-o cafenea, el reflectă asupra unei perechi de iluzii comune: cea a memoriei eterne și cea a redresabilității . În opinia lui, nimic nu va fi reparat vreodată prin răzbunare sau iertare, dar nu va conta, pentru că va fi uitat. Între timp, Helena cea cu inima zdrobită înghite o sticluță întreagă din ceea ce ea crede că sunt somnifere . Ea îi scrie lui Ludvík un bilet de sinucigașă și i-l trimite cu asistenta ei. Când asistenta îl găsește pe Ludvík în cafenea și Ludvík citește bilețelul, ei se grăbesc să o găsească pe Helena, doar pentru a descoperi că sticla conținea laxative jenant de non-letale.
Între timp, Jaroslav este descurajat: află că băiatul de pe cal nu este fiul său, care, neinteresat de Cavalcada de modă veche, s-a furișat ca să urmărească o întrecere a motocicletelor. Jaroslav își confruntă furios soția, sparge farfurii și scaune în bucătărie și fuge cu vioara. El adoarme pe un câmp unde Ludvík, el însuși hoinar, îl găsește. Lui Ludvík i se face milă de prietenul său deprimat și îi convinge să cânte împreună. Însuflețiți, merg împreună la concertul formației, unde Ludvík cântă la clarinet. Pe măsură ce mulțimea devine agitată, Jaroslav suferă un atac de cord. Ludvík, presupunând că Jaroslav va supraviețui, își imaginează că a doua jumătate a vieții prietenului său va fi bolnăvicioasă și își dă seama că „destinul cuiva este adesea împlinit cu mult înainte de moarte”.

## Publicare și traduceri
Manuscrisul a fost finalizat în 1965 la Praga, dar plângerile cenzorilor au întârziat publicarea lui în Cehoslovacia până în 1967. Apoi a fost interzis în 1968, când Uniunea Sovietică a invadat și a zdrobit Primăvara de la Praga. După câțiva ani de eforturi pentru acceptarea reformelor, Kundera a fugit la Paris în 1975, iar cetățenia cehă i-a fost retrasă. 
Prima traducere în limba engleză a fost publicată la Londra în 1969. Kundera a fost consternat să-și dea seama că a fost puternic modificat și prescurtat, cu un număr diferit de părți; deoarece nu putea să părăsească țara, s-a plâns într-o scrisoare către Times Literary Supplement. La scurt timp, o a doua traducere în limba engleză a fost publicată la New York care a respectat succesiunea părților, dar în continuare  a scurtat multe dintre ele. Plângerile lui Kundera au dus la o a treia traducere integrală în 1970, dar el a rămas nemulțumit de stil. După ce Michael Henry Heim a tradus Cartea râsului și uitării a lui Kundera, a fost angajat pentru o a patra traducere în limba engleză, publicată în 1982, pe care Kundera a numit-o „prima versiune validă și autentică”.  Dar nu citise cu atenție traducerea; când editorul său Aaron Asher i-a sugerat să republice Gluma, ei au colaborat și au revizuit-o metodic, cuvânt cu cuvânt, fapt care s-a finalizat cu publicarea celei de-a cincea și ultimei traduceri în limba engleză în 1992. 

### Ediții românești
- Gluma, traducere de Jean Grosu, Editura Univers, București, 1992.
- Gluma, traducere de Jean Grosu, Editura Humanitas, București, 2002, 2003, 2013, 2019.

## Posteritate
John Updike a numit Gluma „un roman atent, complicat, ambivalent... Este o lucrare impresionantă, dacă nu chiar cu totul grozavă, dar cu amploarea măreției în ea”.  Louis Aragon l-a numit „unul dintre cele mai mari romane ale secolului”. 
În 1968, Gluma a fost adaptată cinematografic de regizorul ceh Jaromil Jireš . Lansat în februarie 1969, la aproximativ șase luni după invazia Pactului de la Varșovia din august 1968, care a pus capăt Primăverii de la Praga, filmul a avut succes în cinematografe, înainte de a fi retras din distribuție și interzis pentru următorii 20 de ani. 